# 鎌倉橋 (日本橋川)
鎌倉橋（かまくらばし）は、東京都千代田区にある日本橋川に架かる橋である。神田地区と大手町地区の境界に当たる。左岸（北側）は内神田一・二丁目、右岸（南側）は大手町一・二丁目となる。

## 歴史
関東大震災後の復興事業で新設されたコンクリート製アーチ橋で、1929年（昭和4年）4月25日に完成した。当地に江戸城建設の際に相模国鎌倉から運んだ木材や石材を荷揚げした河岸があり鎌倉河岸と呼ばれたため付近の町は「神田鎌倉町」と名付けられ本橋も鎌倉橋と称するようになった。欄干には、1944年11月に米軍による爆撃と機銃掃射を受けた際の銃弾の跡が残っている。
2007年（平成19年）3月28日に千代田区景観まちづくり重要物件に指定された。
地元住民と周辺企業の社員が、たわしやデッキブラシで橋の欄干などを磨く「鎌倉橋洗いプロジェクト」が2015年以降行われている。

## 交通
東京都道402号錦町有楽町線を通し、地下には東京メトロ丸ノ内線が通る。上空を首都高速都心環状線が通り、首都高速八重洲線と分岐する神田橋ジャンクションは本橋の真上に当たる。

## 隣の橋
- 日本橋川

（上流） - 神田橋 - 鎌倉橋 - JR線橋梁 龍閑橋 - （下流）